# Campylospermum duparquetianum
Campylospermum duparquetianum är en tvåhjärtbladig växtart som först beskrevs av Henri Ernest Baillon, och fick sitt nu gällande namn av Van Tiegh.. Campylospermum duparquetianum ingår i släktet Campylospermum och familjen Ochnaceae. Inga underarter finns listade i Catalogue of Life.